# Gaz de sinteză

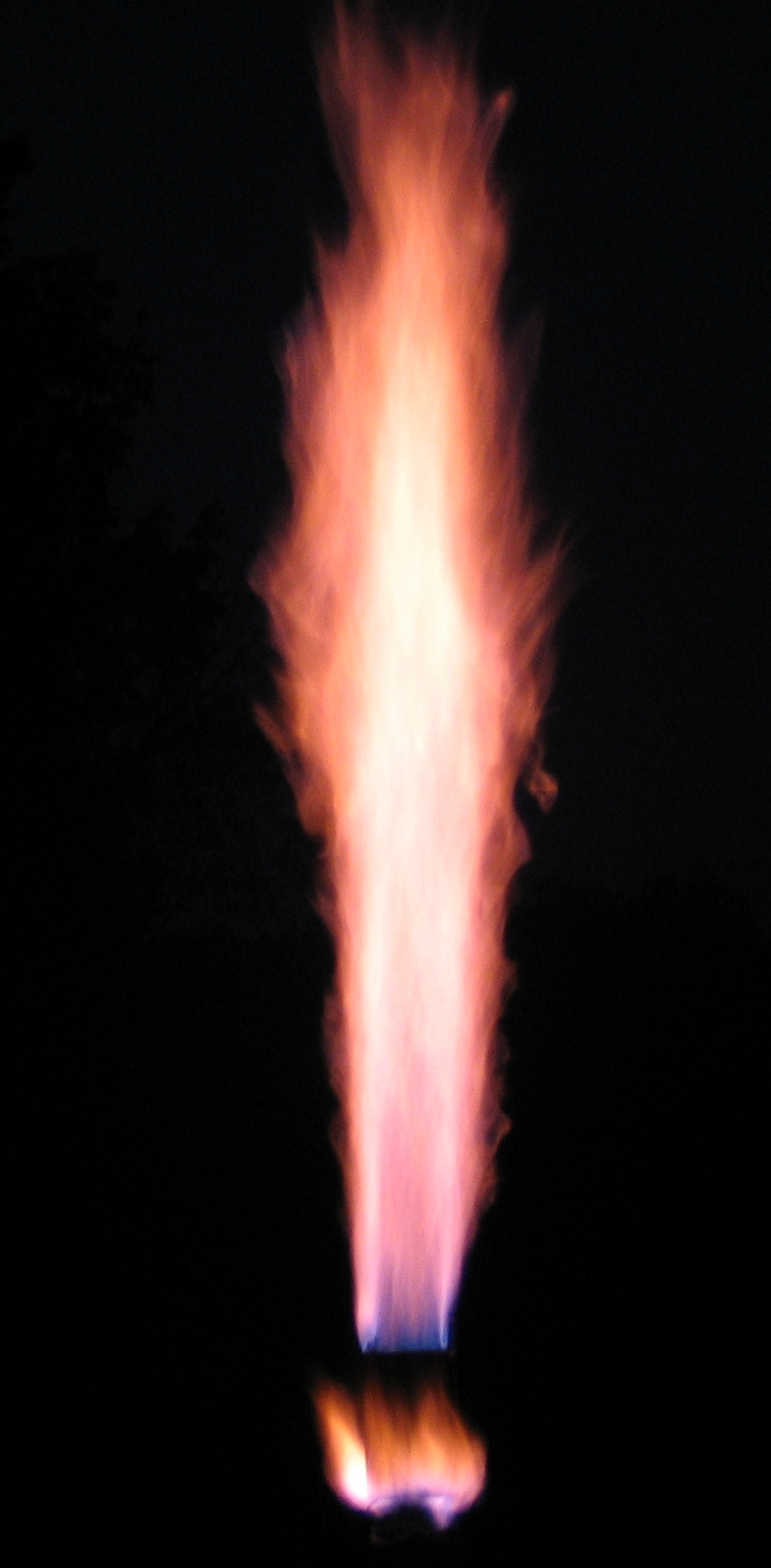
Flacăra

Gazul de sinteză este un amestec gazos format în principal din hidrogen, monoxid de carbon și urme de dioxid de carbon. Denumirea provine de la faptul că este un intermediar de reacție în procesul de fabricare al gazelor naturale sintetice, al amoniacului și al metanolului. 
Este și un combustibil ce poate fi utilizat în motoarele cu ardere internă. Poate fi folosit într-un ciclu combinat cu gazeificare integrată.
Poate fi obținut din diverse surse cu conținut de carbon cum ar fi gaz natural (prin reformare), cărbune, biomasă etc., (prin gazeificare a biomasei sau cărbunelui) prin reacție cu abur sau oxigen sau chiar prin fermentare.

## Producere
Gazul de sinteză este produs prin reformarea cu abur a gazului metan, a gazelor naturale sau a hidrocarburilor lichide pentru a produce hidrogen și gazeificarea cărbunelui. Reformarea cu abur a metanului este un proces endoterm necesitând 206 kJ/mol:
CH4 + H2O -> CO + 3 H2

## Utilizări
Gazul de sinteză este folosit ca sursă de hidrogen, precum ca și combustibil.

### „Fier burete”
Gazul de sinteză este folosit pentru a reduce direct minereul de fier la fier burete.

### Metanol și alți combustibili lichizi
Gazul de sinteză este folosit pentru a produce metanol. Metanolul este un precursor al sintezei acidului acetic și al multor acetați. Mulți combustibili lichizi și lubrifianți pot fi produși din gaz de sinteză prin procesul Fischer–Tropsch și, anterior, prin procedeul companiei Mobil numit procesul gaz fluid.

### Sinteza amoniacului
Gazul de sinteză este folosit, de asemenea, pentru a produce hidrogen pentru procesul Haber, care transformă azotul atmosferic (N2) în amoniac, care este folosit ca îngrășământ.